# Thomas Gilman
Thomas Gilman (født 28. maj 1994) er en amerikansk bryder, der konkurrerer i fristil.
Han repræsenterede USA ved sommer-OL 2020 i Tokyo, hvor han tog bronze i 57 kg.